# Põrgupõhja uus Vanapagan

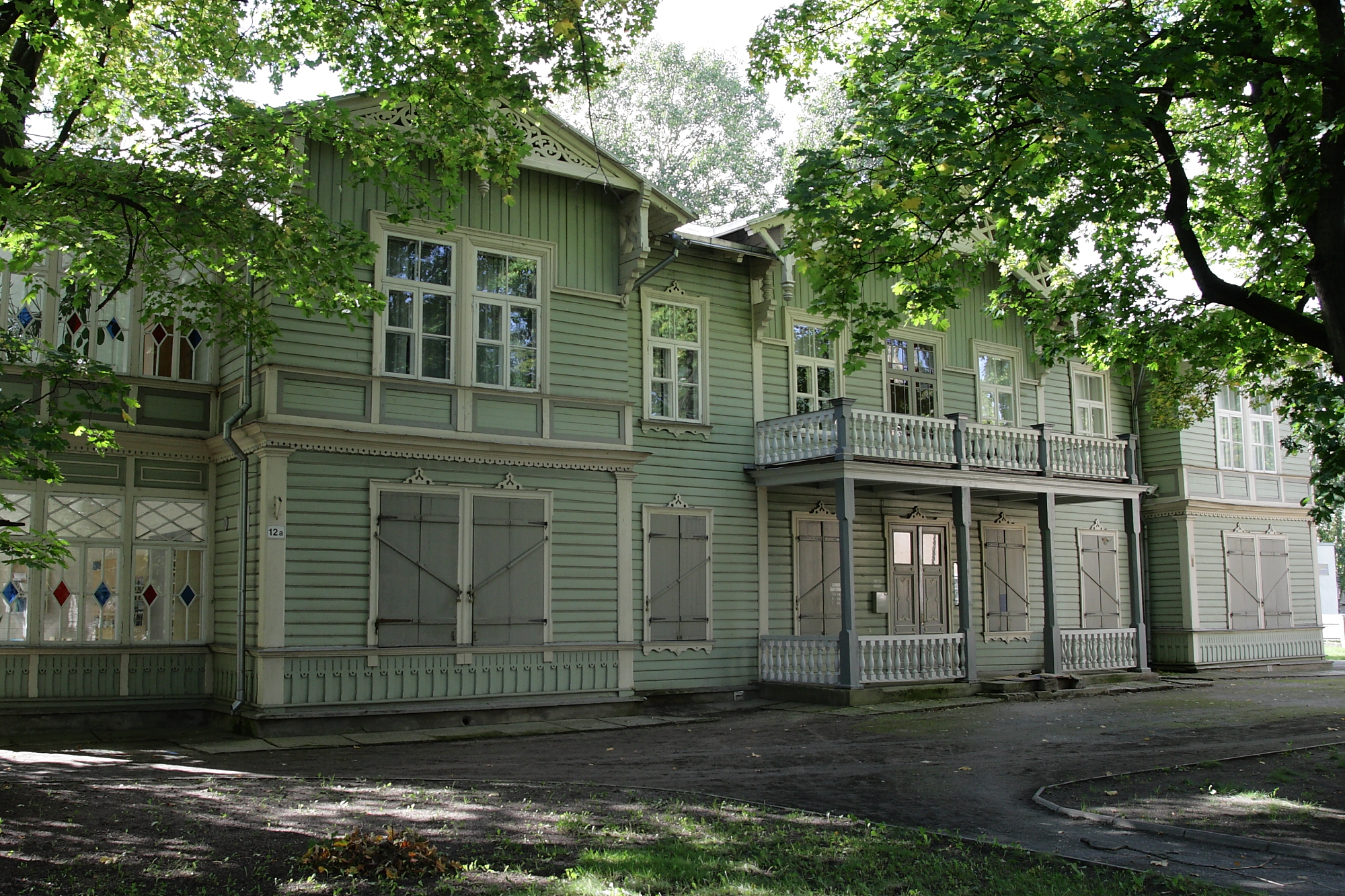
Tammsaares Wohnhaus von 1931–1940, wo er seinen letzten Roman abfasste

Põrgupõhja uus Vanapagan (Der neue Teufel aus dem Höllengrund) ist der Titel eines Romans des estnischen Schriftstellers Anton Hansen Tammsaare (1878–1940) aus dem Jahre 1939.

## Erscheinen
Anton Hansen Tammsaare verfasste seinen letzten Roman in den Sommermonaten des Jahres 1939. Das Buch erschien im Dezember des gleichen Jahres im Verlag „Noor-Eesti“ in Tartu und wurde bereits ein Jahr später erneut aufgelegt. Nach dem Krieg erfolgten rasch Neuauflagen in Sowjetestland wie auch im Exil, die neunte Auflage erschien 1985 als 13. Band der achtzehnbändigen Gesammelten Werke von Tammsaare.

## Handlung
Beim alljährlichen Verteilen der Seelen geht der Teufel eines Tages leer aus, weil im Himmel eine andere Politik verfolgt wird, wie ihm Petrus erklärt hat: Man habe sich nämlich gefragt, ob der Mensch überhaupt auf der Erde die Seligkeit erringen könnte. Sollte das nicht der Fall sein, wäre die Vorstellung von der Bestrafung des Menschen in der Hölle ja hinfällig, weil man niemanden für etwas büßen lassen könnte, wofür er keine Verantwortung trägt. Wenn der Teufel allerdings den Beweis erbringen könnte, dass ein Mensch sehr wohl für sein eigenes Seelenheil verantwortlich sei, sei er weiterhin berechtigt, jährlich seinen Anteil an menschlichen Seelen zu erhalten. Die Verteilung würde wie gehabt erfolgen, das heißt der Teufel bekäme die Seelen jener Menschen, die sich schlecht betragen hätten.
Zur Erbringung dieses Nachweises begibt sich der Teufel in Menschengestalt auf die Erde. Als Bauer Jürka muss er dort zeigen, dass ein Mensch für sein Seelenheil sorgen kann. Er arbeitet redlich und unermüdlich, trotzt allen Schicksalsschlägen und erträgt auch die Ränke seines feindseligen Nachbarn. Dieser Nachbar, Ants, nimmt Jürka jedoch nach Strich und Faden aus und übervorteilt ihn, wo er kann. Nach und nach verliert Jürka alles, schließlich wird er auch um Haus und Hof gebracht und fristet sein Dasein als Pächter auf dem Grund und Boden von Ants. Damit nicht genug, will dieser ihn auch hiervon noch verjagen, was das Fass zum Überlaufen bringt: Jürka legt Feuer bei Ants, zieht aber auch hier den Kürzeren, denn er kommt selbst in den Flammen um. Ants dagegen geht als Sieger hervor, denn er überlebt nicht nur unbeschadet, sondern macht aufgrund einer guten Versicherung auch noch reichlich Gewinn.
Nach seinem Tod kehrt Jürka zurück und drängt bei Petrus auf eine Entscheidung. Dieser jedoch windet sich heraus, indem er sagt, dieser Fall alleine sei noch kein Beweis, es müsse noch mehr Material gesammelt werden. Verzweifelt droht der Teufel damit, dass bei einem Verfall der Hölle (infolge Seelenmangels) ja auch das Paradies in Gefahr sei, weil der Mensch dorthin nur strebe, solange die abschreckende Funktion der Hölle bestehe. Aber Petrus ist unerbittlich, und der Teufel muss unverrichteter Dinge gehen.

## Rezeption und Bedeutung
Der Roman lehnt sich an den aus der estnischen Mythologie bekannten Vanapagan an, den „alten Heiden“, der auch als einfältiger oder dummer Teufel bekannt ist und regelmäßig von „Kaval Ants“, dem „Schlauen Hans“ übers Ohr gehauen wird. Hier dienen diese Figuren als Allegorie auf die Gegenwartsgesellschaft, und so ist der Roman von Beginn an verstanden worden: „Tammsaare hat in seinem neuen Roman die uralte Geschichte von dem Ausbeuter und dem Ausgebeuteten erzält. […] Er kritisiert pessimistisch und ironisch die heutige Gesellschaft und ihren ethischen Zustand.“ Damit einher geht die Kritik an der religiösen oder metaphysischen Verklärung des irdischen Daseins, zumal man den Roman auch als „negatives Gegenstück zur Geschichte von Faust und Mephistopheles, die Umkehrung der Heilsgeschichte“ gesehen hat. In diesem Zusammenhang ist Tammsaares Lebensphilosophie in die Nähe des Existenzialismus gerückt worden, weil in diesem Buch „schonungslos mit Gott und der Welt und all ihren Übeln und Schwächen zu Gericht gegangen wird“.
Nach Tammsaares Tod wurde ein Manuskript von der Hand des Autors entdeckt, das einen Prolog und Epilog zu dem Roman enthielt, in denen das Gespräch zwischen Petrus und dem Teufel vor und nach dem Experiment wiedergegeben wird. Dadurch wird der allegorische Charakter des Romans noch einmal deutlich, er geht aber ansonsten auch schon aus dem Text des Buches selbst hervor. Sie wurden nach einer Publikation in der Zeitschrift Looming erstmals in der Ausgabe von 1954 mitpubliziert, später aber wieder weggelassen und nur in der wissenschaftlichen Gesamtausgabe erneut abgedruckt. In der deutschen Übersetzung sind Pro- und Epilog wiedergegeben.
Der Roman ist in Estland 1940, 1945 und 1976 auf die Bühne gebracht worden. 1964 erfolgte eine Verfilmung unter der Regie von Grigori Kromanov und Jüri Müür.

## Übersetzungen

### Übersetzung ins Deutsche
Die deutsche Übersetzung, allerdings über das Russische vermittelt, erschien 1959 in der DDR:
- Satan mit gefälschtem Pass. Roman. Deutsch von Felix Loesch. Berlin: Kultur und Fortschritt 1959. 303 S.

Die Kritik reagierte positiv, und der Roman wurde auch im westdeutschen „Romanführer“ besprochen.
Ein Jahr später erschien eine Taschenbuchausgabe, deren Auflage 50.000 Exemplare betrug:
- Satan mit gefälschtem Paß. Deutsch von Felix Loesch. Berlin: Verlag der Nation [1960]. 253 S. (Roman für alle, Band 94).

### Übersetzungen in andere Sprachen
- Russisch: Новый Нечистый из самого пекла. Перевод с эстонского А. Соколова; послесловие Р. Минны. Москва : Гослитиздат, 1956. 259 S.; zahlreiche Neuauflagen.

- Litauisch: Naujasis Vanapaganas. Vertė A. Gricius. Vilnius: Valstybine grožines literaturos leidykla 1957. 304 S.

- Ungarisch: Pokoltanya új Sátánja. Fordította Lavotha Ödön. Budapest: Kossuth 1959. 312 S.

- Lettisch: Aizpeklu jaunais Velns. Tulkojis J. Žīgurs. Rīg: Latvijas Valsts izdevniecība 1951. 197 S.; erneut: Velns ar viltotu pasi. No igaunu valodas tulkojusi Adele Soll. Brooklyn: Gramatu Draugs. 1962. 239 S.

- Schwedisch: Hin onde i Avgrunden. Ööversättning från ryska av S. Wallenius; illustrationer av A. Beljukin. Moskva: Förlaget för litteratur på främmande språk 1963. 385 S.

- Finnisch: Hornanperän uusi Paholainen. Eestin kielestä suomentanut Aino Kaasinen. Helsinki: Kansankulttuuri 1964. 304 S.; ²1977.

- Englisch: The Misadventures of the New Satan. Translated by Olga Shartze. Moscow: Progress Publishers 1978. 311 S.; bearbeitet von Christopher Moseley: London: Norvik Press 2009. 255 S.

- Tschechisch: Peklo v sázce. Přeložila Naděžda Slabihoudová, doslov napsal Vladimir Macura. Praha: Odeon 1978. 240 S.

- Ukrainisch: Новий Нечистий iз самого пекла. Πереклад з ест. О. Завгородній; iл. В. М. Дозорець. Київ : Дніпро 1978. 206 S.

- Polnisch: Nowy Piekielnik z Czartoryi. Przelożył Jerzy Litwiniuk; posłowiem opatrzył Aarne Puu. Warszawa : Czytelnik 1983. 358 S.

- Usbekisch: Дузахдан чиккан янги шайтон. Русчадан Отаер тарж. Тошкент: Адабиет ва саньат нашриети 1984. 264 S.

- Bulgarisch: Новият дявол от Пъклово. Πревод от естонски Дора Янева-Медникарова; Русе: Авангард 2011. 246 S.